# Challenger de Quimper 2017

El torneo Open BNP Paribas Banque de Bretagne 2017 fue un torneo profesional de tenis. Pertenece al ATP Challenger Series 2017. Se disputará su 7.ª edición sobre superficie dura bajo techo, en Quimper, Francia entre el 30 de enero al el 5 de febrero de 2017.

## Jugadores participantes del cuadro de individuales
| Favorito | País                | Jugador           | Rank1 | Posición en el torneo |
| -------- | ------------------- | ----------------- | ----- | --------------------- |
| 1        | Bandera de Francia  | Adrian Mannarino  | 61    | CAMPEÓN               |
| 2        | Bandera de Francia  | Jérémy Chardy     | 72    | baja                  |
| 3        | Bandera de Ucrania  | Sergiy Stakhovsky | 111   | Cuartos de final      |
| 4        | Bandera de Rusia    | Yevgueni Donskoi  | 125   | Primera ronda         |
| 5        | Bandera de Francia  | Julien Benneteau  | 137   | Segunda ronda         |
| 6        | Bandera de Francia  | Vincent Millot    | 140   | Primera ronda         |
| 7        | Bandera de Rusia    | Andréi Rubliov    | 152   | Semifinales           |
| 8        | Bandera de Alemania | Peter Gojowczyk   | 163   | FINAL                 |

- 1 Se ha tomado en cuenta el ranking del 16 de enero de 2017.

### Otros participantes
Los siguientes jugadores recibieron una invitación (wild card), por lo tanto ingresan directamente al cuadro principal (WC):
- Geoffrey Blancaneaux
- Evan Furness
- Maxime Hamou
- Jerzy Janowicz

Los siguientes jugadores ingresan al cuadro principal tras disputar el cuadro clasificatorio (Q):
- Calvin Hemery
- Aslan Karatsev
- Hugo Nys
- Gleb Sakharov

## Campeones

### Individual Masculino
- Adrian Mannarino derrotó en la final a  Peter Gojowczyk, 6–4, 6–4

### Dobles Masculino
- Mikhail Elgin /  Igor Zelenay derrotaron en la final a  Ken Skupski /  Neal Skupski, 2–6, 7–5, [10–5]